# Jost Friedrich von Arnstedt

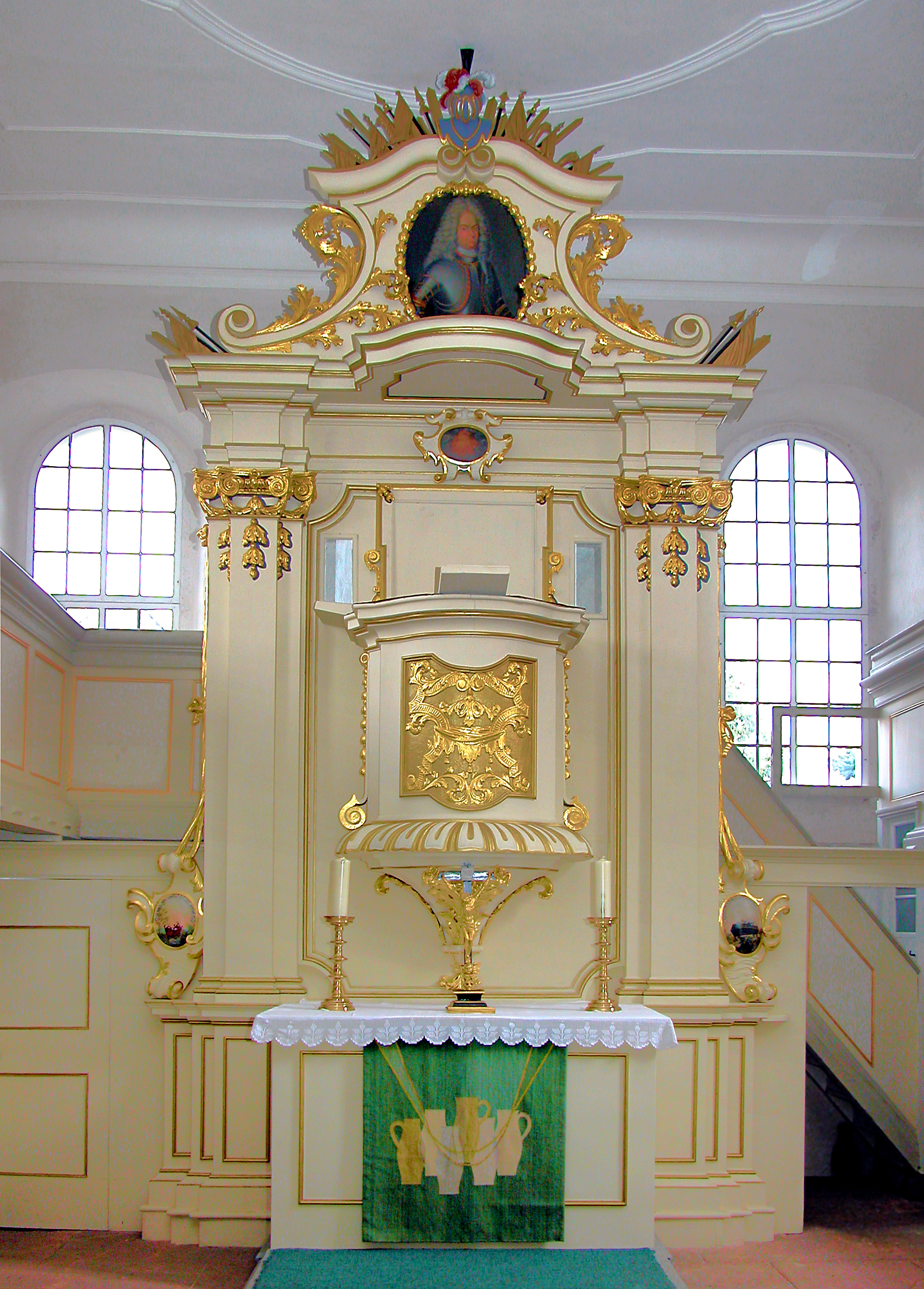
Kanzelaltar in der Dorfkirche zu Otzdorf mit dem Bildnis Jost Friedrich von Arnstedts

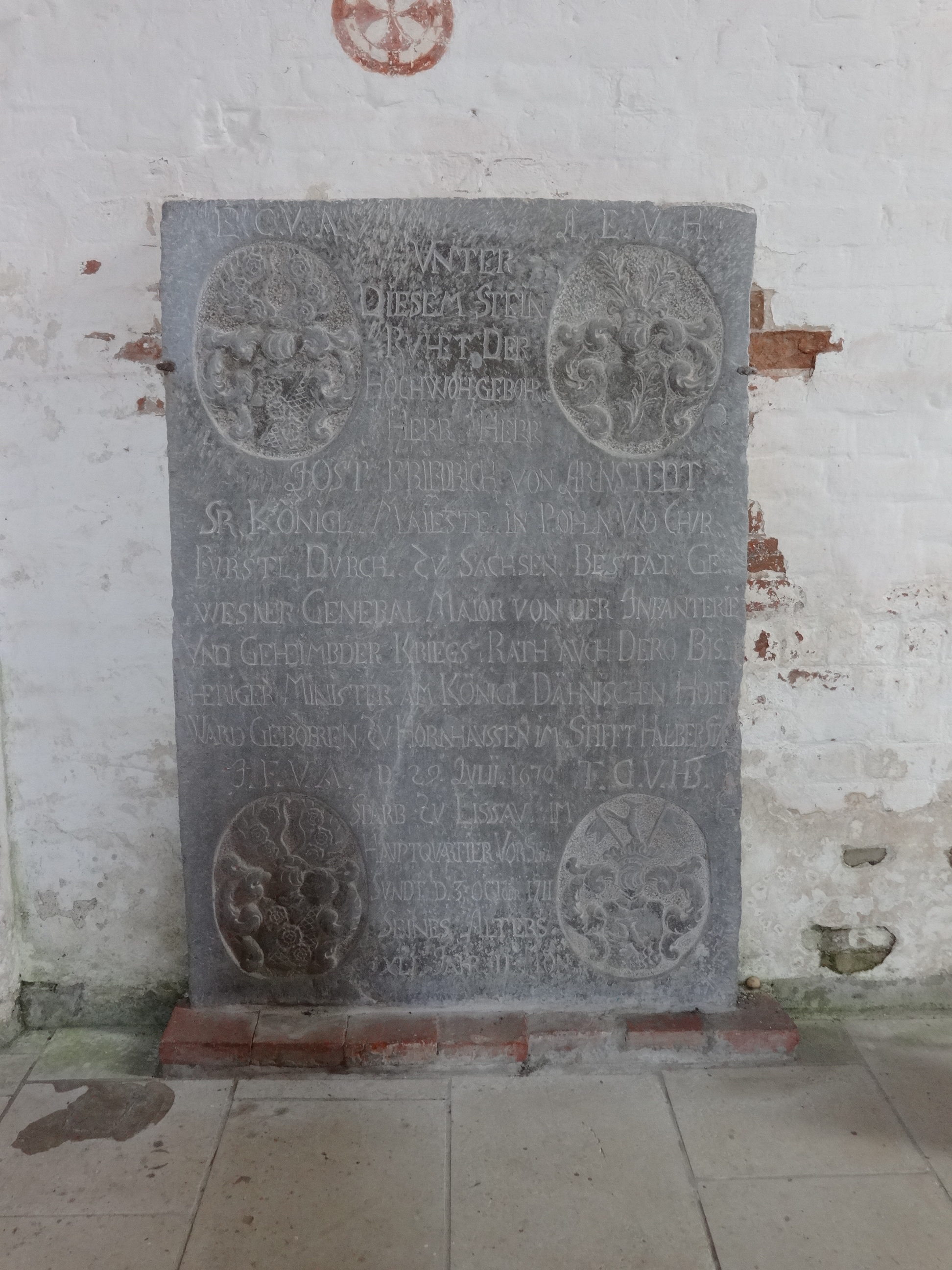
Epitaph für Jost Friedrich von Arnstedt

Jost Friedrich von Arnstedt, auch von Arnstädt (* 29. Juli 1670 in Magdeburg; † 3. Oktober 1711 in Lüssow bei Stralsund), war ein königlich-polnischer und kurfürstlich-sächsischer Generalmajor, wirklicher Geheimer Kriegsrat und Gesandter in Russland.

## Leben
Er stammte aus der Adelsfamilie von Arnstedt und war der Sohn von Erasmus Christian von Arnstedt und der Anna Elisabeth von dem Haus († 1703) (auch: von Hausen). Der Domherr Hieronymus Brand von Arnstedt war sein Großvater.
Arnstadt besuchte die Domschule in Magdeburg und die Universität Königsberg. Später trat er in den Dienst des König-Kurfürsten August des Starken, der ihn im November 1705 zum Generalmajor beförderte.
Sein jüngerer Bruder war der Generalleutnant Moritz Heinrich von Arnstedt.
Arnstedt heiratete Tugendreich von Hackborn († 1727), eine Tochter des Gottlob von Hackborn auf Bährendorff. Das Paar hatte zwei Söhne:
- Erasmus Dietrich, königlich preußischer Leutnant
- Friedrich